# 中国民主促进会宁夏回族自治区委员会
中国民主促进会宁夏回族自治区委员会，简称民进宁夏区委会、民进宁夏回族自治区委、宁夏民进，是中国民主促进会在宁夏回族自治区的地方组织。